# ダウリ・モレタ
ダウリ・ミシェル・モレタ（Dauri Michell Moreta , 1996年4月15日 - ）は、ドミニカ共和国エリアス・ピーニャ州コメンダドル出身のプロ野球選手（投手）。右投右打。MLBのピッツバーグ・パイレーツ所属。

## 経歴

### プロ入りとレッズ時代
2015年3月16日にアマチュアFAでシンシナティ・レッズと契約してプロ入り。プロ入り後は、ドミニカン・サマーリーグ・レッズでプロデビューを果たした。この年は1勝2敗、防御率1.69の成績を残した。
2016年はルーキー級のアリゾナリーグ・レッズとルーキー+級のビリングス・マスタングスでプレーした。3勝3敗、防御率1.89を記録した。
2017年と2018年はルーキー+級のビリングス・マスタングスとA級のデイトン・ドラゴンズでプレーした。2017年は23試合で1勝2敗、防御率4.31で、2018年は39試合で4勝3敗、防御率6.79だった。
2019年はA+級のデイトナ・トーテュガスでプレーした。35試合の登板で1勝0敗、防御率2.35の成績を残した。オフシーズンにはアリゾナ・フォールリーグのグレンデール・デザートドッグズでプレーした。
2020年は、新型コロナウイルスの影響でマイナーリーグの試合が開催されなかったため、プレーしなかった。
2021年は開幕をAA級のチャタヌーガ・ルックアウツで迎え、シーズン中にAAA級のルイビル・バッツに昇格した。9月22日にメジャー契約を結んでアクティブ・ロースターに入り、26日のワシントン・ナショナルズ戦でメジャーデビューを果たした。
2022年はメジャーでの登板機会を大幅に増やし、35試合に登板した。

### パイレーツ時代
2022年11月18日、ケビン・ニューマンとのトレードでピッツバーグ・パイレーツへ移籍した。

## 詳細情報

### 年度別投手成績
| 年 度    | 球 団    | 登 板 | 先 発 | 完 投 | 完 封 | 無 四 球 | 勝 利 | 敗 戦 | セ 丨 ブ | ホ 丨 ル ド | 勝 率 | 打 者 | 投 球 回 | 被 安 打 | 被 本 塁 打 | 与 四 球 | 敬 遠 | 与 死 球 | 奪 三 振 | 暴 投 | ボ 丨 ク | 失 点 | 自 責 点 | 防 御 率 | W H I P |
| -------- | -------- | ----- | ----- | ----- | ----- | -------- | ----- | ----- | -------- | ----------- | ----- | ----- | -------- | -------- | ----------- | -------- | ----- | -------- | -------- | ----- | -------- | ----- | -------- | -------- | ------- |
| 2021     | CIN      | 4     | 0     | 0     | 0     | 0        | 0     | 0     | 0        | 0           | ----- | 14    | 3.2      | 2        | 1           | 1        | 0     | 0        | 4        | 0     | 0        | 1     | 1        | 2.45     | 0.82    |
| 2022     | CIN      | 35    | 1     | 0     | 0     | 0        | 0     | 2     | 1        | 1           | .000  | 160   | 38.1     | 32       | 10          | 13       | 1     | 4        | 39       | 1     | 0        | 24    | 23       | 5.40     | 1.17    |
| 2023     | PIT      | 55    | 0     | 0     | 0     | 0        | 5     | 2     | 1        | 5           | .714  | 239   | 58.0     | 39       | 4           | 24       | 1     | 3        | 76       | 3     | 0        | 26    | 24       | 3.72     | 1.09    |
| MLB：3年 | MLB：3年 | 94    | 1     | 0     | 0     | 0        | 5     | 4     | 2        | 6           | .556  | 413   | 100.0    | 73       | 15          | 38       | 2     | 7        | 119      | 4     | 0        | 51    | 48       | 4.32     | 1.11    |

- 2023年シーズン終了時

### 年度別守備成績
| 年 度 | 球 団 | 投手（P） | 投手（P） | 投手（P） | 投手（P） | 投手（P） | 投手（P） |
| 年 度 | 球 団 | 試 合     | 刺 殺     | 補 殺     | 失 策     | 併 殺     | 守 備 率  |
| ----- | ----- | --------- | --------- | --------- | --------- | --------- | --------- |
| 2021  | CIN   | 4         | 0         | 0         | 0         | 0         | ----      |
| 2022  | CIN   | 35        | 1         | 3         | 0         | 0         | 1.000     |
| 2023  | PIT   | 55        | 5         | 3         | 2         | 0         | .800      |
| MLB   | MLB   | 94        | 6         | 6         | 2         | 0         | .857      |

- 2023年度シーズン終了時

### 背番号
- 55（2021年 - 2022年）
- 36（2023年 - ）